# David-Philippe de Treytorrens

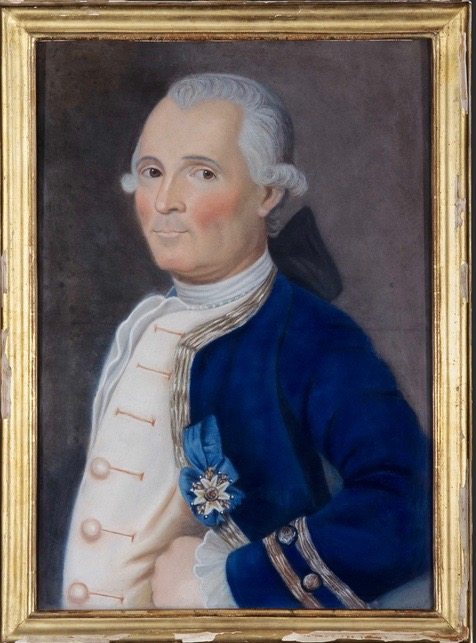
Porträt von David-Philippe de Treytorrens mit dem Ordre du Mérite militaire, den er 1771 von Ludwig XV. erhalten hatte; gemalt von Jean-Étienne Liotard

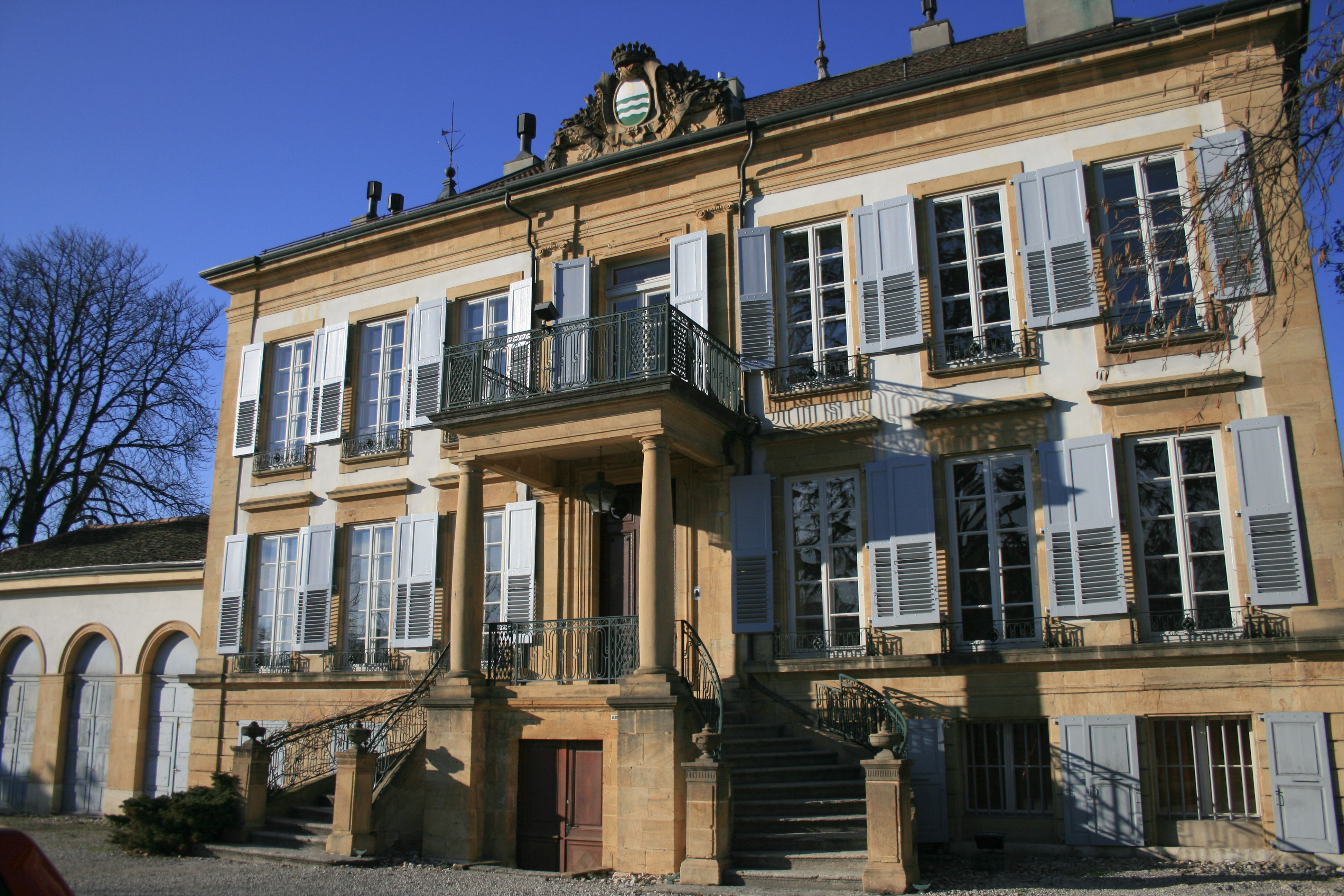
Villa d’Entremont

David-Philippe-Barthélemy de Treytorrens (* 1. April 1721 in Yverdon-les-Bains; † 24. August 1788 ebenda) war ein Schweizer Offizier in fremden Diensten und Kaufmann. Sein Leben und Wirken spiegeln die komplexen Beziehungen zwischen Militär, Kolonialismus und Privatleben im 18. Jahrhundert wider.

## Leben

### Familie
David-Philippe de Treytorrens entstammte der Familie Treytorrens und er wurde als neuntes von zwölf Kindern von Jean-Rodolphe de Treytorrens (* 29. Januar 1686; † 23. August 1739), Offizier in niederländischen Diensten, später Untervogt von Yverdon, und dessen Ehefrau Henriette, die Tochter von Henri Jaccard, Hauptmann in französischen Diensten, geboren. Zu seinen Geschwistern gehörte unter anderem sein jüngerer Bruder Henri-François de Treytorrens und er war der Cousin des späteren Gouverneurs der Provinz Québec, Frederick Haldimand, der 1791 in seiner Villa d'Entremonts verstarb.
Am 9. Mai 1766 heiratete David-Philippe de Treytorrens in Port-au-Prince die Kreolin Marie, die Tochter des Plantagenbesitzers Gilles Letort (1693–1760) aus der Bretagne und dessen Ehefrau Marie (geb. Rémy) († 1770), denen auf Saint-Domingue grosse Zuckerplantagen gehörten. Das Paar hatte keine eigenen Kinder.
1771 oder 1776 kehrten sie nach Yverdon zurück und ließen ab 1778 ein Landhaus namens Bains neufs und ab dem 19. Jahrhundert Villa d’Entremonts errichten. Mit ihnen kamen zwei versklavte Personen, François Mida († 1797 in Yverdon) und Pauline Buisson (* 1770, † 10. Februar 1826), von Saint-Domingue nach Yverdon. Pauline gebar 1790 ein uneheliches Kind, Samuel Hippolyte Buisson, der laut der Familie Treytorrens von einem französischen Bediensteten namens Le Bel stammte;  Samuel Buisson war später als Schuhmacher in Yverdon tätig. Obwohl auf dem Gebiet der Eidgenossenschaft die Sklaverei eigentlich verboten war, wurde von den Behörden Pauline Buisson rechtlich kein Nachname zugestanden. Auch ihrem Sohn Samuel wurde, trotz gerichtlicher Verfahren zwischen den Treytorrens und der Gemeinde Yverdon, die Einbürgerung und das Ortsbürgerrecht verweigert, da die Gemeinde fürchtete, diese Person ohne finanziellen Rückhalt eines Tages unterstützen zu müssen. Der Streit zwischen der Familie Treytorrens und der Gemeinde endete 1834 mit einem Vergleich, doch Samuel starb 1832 als Staatenloser.
Die Villa d’Entremonts in Yverdon-les Bains, die zwischen 1778 und 1785 für David-Philippe de Treytorrens erbaut wurde, ist ein Landhaus mit zwei reich verzierten Fassaden und wurde nach den Plänen des Architekten Béat de Hennezel (1733–1810) auf dem Grundstück eines ehemaligen Gehöfts der Familie Treytorrens in der Nähe der Bäder von Yverdon errichtet. Auf Höhe des Dachs prangte einst das von floralem Dekor eingefasste Wappen der Treytorrens, heute ersetzt durch dasjenige der Stadt Yverdon, die seit 1961 Eigentümerin des Grundstücks ist.

### Werdegang
Seine Jugend verbrachte David-Philippe de Treytorrens in Yverdon; er wuchs in einem militärisch geprägten Umfeld auf.
Er diente in den französischen Streitkräften und wurde 1742 nach Saint-Domingue entsandt. Dort stieg er 1747 zum Hauptmann und später zum Generalmajor mit dem Rang eines Oberstleutnants der französischen Ostindienkompanie auf. Das Handelsunternehmen unterhielt auf der Insel eine Truppenstärke von 8.000 Soldaten, darunter eine Schweizer Kompanie; von 1715 bis 1744 wurden 957 Schweizer für diese angeworben. Während des Siebenjährigen Krieges war er an der Verteidigung von Saint-Domingue gegen die Briten beteiligt und half bei der Niederschlagung von Sklavenaufständen, insbesondere bei der Revolte unter François Makandal zwischen 1753 und 1757.
David-Philippe de Treytorrens war als Kaufmann auch am Sklavenhandel beteiligt und verwendete die entsprechenden Einnahmen für den Bau seiner Villa.

## Ehrungen und Auszeichnungen
David-Philippe de Treytorrens wurde 1771 durch den französischen König Ludwig XV. 1771 zum Ritter der Institution du Mérite militaire (siehe Militärverdienstorden (Frankreich)) ernannt.